# Cyrtandra caulescens
Cyrtandra caulescens är en tvåhjärtbladig växtart som först beskrevs av Rock (pro. sp..  Cyrtandra caulescens ingår i släktet Cyrtandra och familjen Gesneriaceae. Inga underarter finns listade i Catalogue of Life.